# Eupterycyba jucunda
Eupterycyba jucunda är en insektsart som först beskrevs av Herrich-Schäffer 1837.  Eupterycyba jucunda ingår i släktet Eupterycyba, och familjen dvärgstritar. Enligt den finländska rödlistan är arten sårbar i Finland. Arten är reproducerande i Sverige. Artens livsmiljö är sandstränder vid Östersjön.

## Bildgalleri

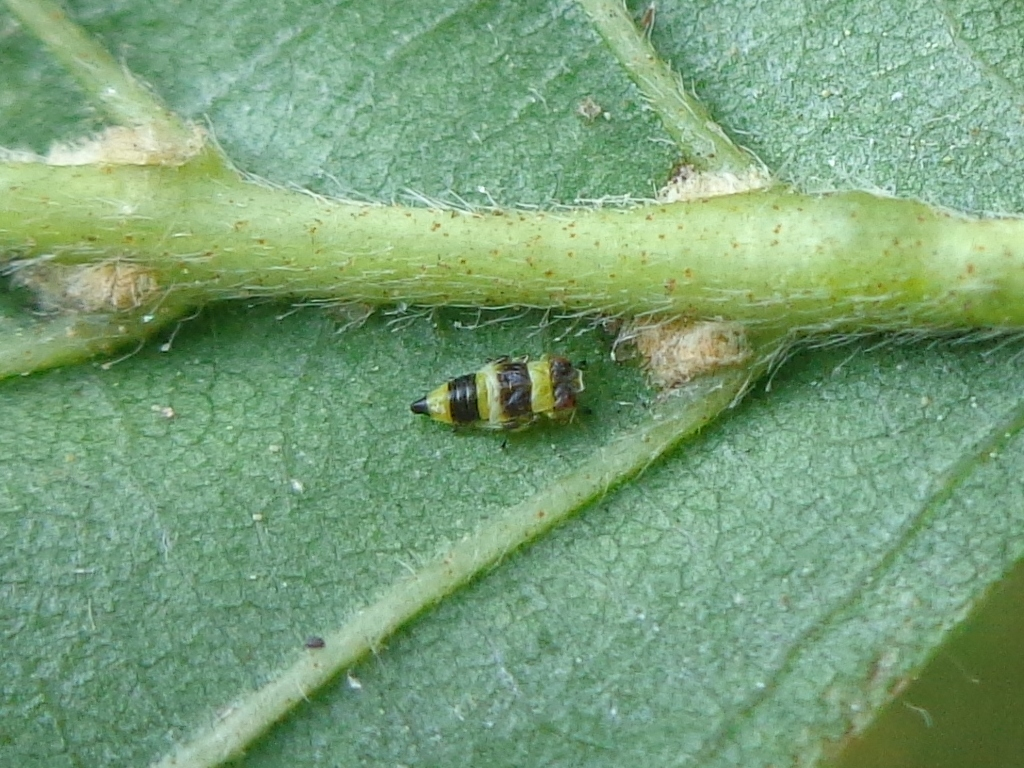
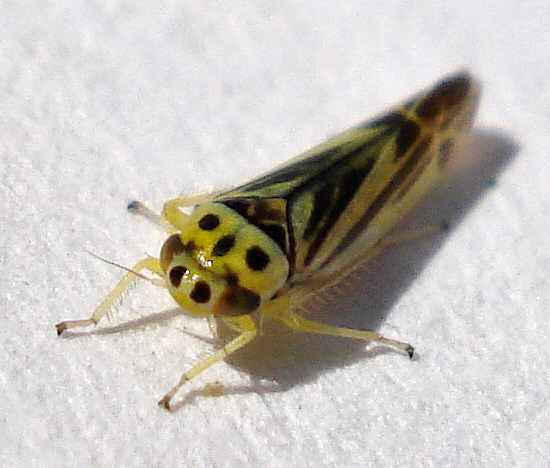
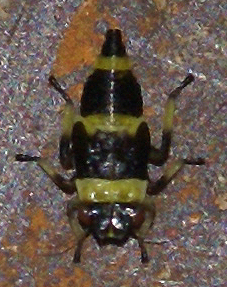
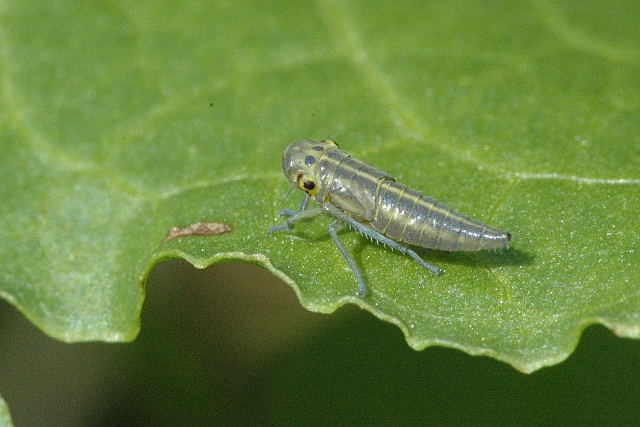